# Terpsichore anfractuosa
Terpsichore anfractuosa là một loài thực vật có mạch trong họ Polypodiaceae. Loài này được (Kunze ex Klotzsch) B. León & A.R. Sm. mô tả khoa học đầu tiên năm 2003.